# Тихоокеанские военно-морские силы Мексики
Тихоокеанские военно-морские силы Мексики (исп. Fuerza Naval del Pacífico) — военно-морское объединение ВМС Мексики, основными задачами которого является поддержание национальной безопасности и защита суверенитета Мексики над её территориальными водами в Тихом океане.
До 1972 года ВМС Мексики были единым видом войск, подчинялись военно-морскому командованию. 12 января 1972 года вступил в силу новый закон о ВМС Мексики, согласно которому Военно-морские силы были разделены на Тихоокеанские ВМС и ВМС Мексиканского залива и Карибского моря. Официально датой вступления в строй Тихоокеанских военно-морских сил считается 11 февраля 1972 года, их штаб расположился в порту Акапулько, штат Герреро.
1 июля 1996 года по соглашению с исполняющим обязанности министра военно-морского флота адмиралом Хосе Рамоном Лоренцо Франко штаб Тихоокеанских военно-морских сил был перенесён в порт Ласаро-Карденас, штат Мичоакан, который функционировал на постоянной основе до 16 сентября 1999 года, когда по распоряжению министра военно-морского флота Военно-морские силы перешли в режим перерыва, а Тихоокеанские военно-морские силы были заменены Оперативной группой по оперативной морской подготовке (исп. Grupo de Tarea para el Entrenamiento Naval Operativo). Так было до 1 декабря 2000 года, когда президент Висенте Фокс и глава Министерства военно-морского флота Марко Антонио Пейрот Гонсалес восстановили Тихоокеанские военно-морские силы, разместив их штаб в порту Мансанильо, штат Колима.